# Chris Coleman (prisionero)
Chris Coleman (nacido el 20 de marzo de 1977) es un exmilitar estadounidense, guardaespaldas y antiguo jefe de seguridad de la telepredicadora Joyce Meyer, arrestado y condenado a cadena perpetua sin posibilidad de libertad condicional por los asesinatos de su mujer Sheri y sus hijos Garett y Gavin, cometidos en la casa de la familia en Columbia, Illinois, el 5 de mayo de 2009. Coleman sigue declarándose inocente.
El caso de la familia Coleman aparece en un episodio de la segunda temporada de la serie documental Web of Lies.

## Biografía
Chris Coleman, hijo de un ministro, se unió a los marines y conoció a su futura esposa Sheri, también militar. En 2009, Chris Coleman, de 32 años, y su mujer Sheri, de 31, eran una pareja de devotos cristianos con dos hijos: Garett y Gavin. La familia residía en la pequeña ciudad de Columbia, ubicada en el condado de Monroe, Illinois. Chris era el jefe de seguridad de la telepredicadora Joyce Meyer, ella era criticada y recibía amenazas. Meyer tenía la sede de su ministerio en San Luis, Misuri, pero viajaba con frecuencia para predicar, lo que obligaba a Chris a desplazarse y permanecer lejos de su familia.

## Asesinatos
En noviembre de 2008, Chris recibió en el ministerio correos con amenazas contra él y su familia. Los correos se enviaron desde la dirección de correo electrónico destroychris@gmail.com. Un mensaje amenazante apareció en el buzón de la vivienda. La policía comenzó a vigilar la casa de los Coleman y se instalaron cámaras de seguridad.
El 5 de mayo de 2009, Chris salió de su casa para acudir al gimnasio. Un vecino encontró los cadáveres de Sheri y sus hijos Garett y Gavin en la vivienda de la familia, todos ellos habían sido estrangulados en sus camas. Una ventana se encontraba abierta, posiblemente había sido forzada por un intruso. Los agentes hallaron pintadas amenazantes en el interior de la casa. La noticia de los asesinatos se propagó rápidamente por la pequeña comunidad de Columbia.

## Investigación
La investigación se centró al principio en los posibles enemigos de Joyce Meyer. Localizaron a aquellos que habían amenazado a Joyce, pero no tenían nada que ver con el crimen. Las cámaras de seguridad instaladas en la casa de los Coleman no grabaron a ningún intruso. Descartado que fuera obra de un fanático, la investigación se focalizó en los más cercanos a la familia. Las pruebas en contra de Chris Coleman se acumularon. Se descubrió que Chris engañaba a su mujer; Chris había viajado en octubre de 2008 a Tampa, Florida, donde su mujer había estudiado, para verse con Tara Lintz, una mujer a la que conoció a través de su esposa. El deseo de iniciar una nueva vida con su amante aparecía como el móvil. Chris también deseaba conservar su empleo como jefe de seguridad de los ministerios de Joyce Meyer, temía ser despedido en caso de divorcio. Amigos de la víctima contaron a la policía que Sheri temía a su marido. La dirección de correo electrónico destroychris@gmail.com había sido creada en el ordenador de Chris Coleman, las pintadas encontradas en la casa se determinó que las había hecho Chris y las autopsias terminaron de probar que él estranguló a su mujer y a sus hijos.

## Juicio y condena
Coleman se declaró inocente, pero fue arrestado por los asesinatos y juzgado en Waterloo, sede del condado de Monroe. Coleman llevaba un chaleco antibalas mientras era trasladado de la prisión a la sala por razones de seguridad. Coleman podía ser condenado a la pena capital, vigente en Illinois, en caso de ser declarado culpable. El acusado escogió no declarar durante las dos semanas que duró el juicio. Las evidencias, como el recibo de una pintura similar a la de las pintadas en la casa, fueron en su mayoría circunstanciales. El forense que realizó las autopsias no precisó la hora de las muertes, pero dijo que esta se habría producido entre las tres y las cinco, antes de que Chris Coleman abandonara la casa. La posible hora de las muertes determinó que Coleman no tuviera una coartada sólida. Los forenses no encontraron ADN ajeno a la familia en la escena del crimen. La ventana abierta no había sido forzada y la acusación negó la posibilidad de que hubiera sido abierta desde el exterior. La acusación presentó como posibles móviles el deseo de Coleman de deshacerse de su familia para iniciar una nueva vida con su amante, y el temor a ser despedido de su trabajo en caso de divorcio. Los jurados pudieron ver imágenes y vídeos sexuales de Coleman y su amante Tara Lintz.
Entre los testigos llamados por la acusación destacó Tara Lintz, amante de Coleman, ambos no se habían visto desde que se cometieron los crímenes. La acusación presentó los siguientes testigos:
- Dr. Michael Baden, un patólogo forense y estrella de la serie de HBO "Autopsy", quien testificó que Sheri, Garett y Gavin Coleman posiblemente fueron estrangulados en algún momento alrededor de las 3 a. m., horas antes de que Christopher Coleman dejara la casa para acudir a un gimnasio en el condado de St. Louis.
- Tara Lintz, de 33 años, la mejor amiga del colegio de Sheri Coleman y amante de Christopher Coleman, testificó durante 20 minutos, detallando sus seis meses de relación con Coleman. Ella dijo que se conocieron en noviembre de 2008, iniciaron una relación sexual el mes siguiente e hicieron planes de matrimonio. Lintz testificó que Chris Coleman le contó que el planeaba entregarle a Sheri Coleman los papeles del divorcio el 4 de mayo de 2009 y que finalmente se los dio el 5 de mayo, el mismo día que Sheri, Garett y Gavin Coleman fueron encontrados asesinados en sus camas. Lintz también testificó que se reunió con Coleman mientras él se encontraba en viaje de negocios como guardaespaldas de la televangelista Joyce Meyer. Lintz y Coleman viajaron juntos a Hawái y Arizona. La pareja también planeaba ir a un crucero en junio de 2009, pero no lo hicieron porque Coleman estaba entonces ya en prisión, acusado de los asesinatos.[6]
- Marcus Rogers, un profesor de Purdue University especializado en ciencia forense relacionada con las computadoras, quien testificó que las amenazas contra la familia Coleman enviadas a Joyce Meyer y a sus empleados fueron creadas en un ordenador portátil Dell propiedad de Christopher Coleman, y rechazó la posibilidad de una intrusión sugerida por la defensa.
- Justin Barlow, antiguo sargento detective de la Policía de Columbia, quien declaró a los jurados que investigó los mensajes amenazantes dejados en el buzón de correo de la familia Coleman. En la mañana del 5 de mayo de 2009, Barlow cruzó la calle y encontró los cuerpos de sus vecinos. Barlow cuestionó a Coleman más tarde. En la videocinta del interrogatorio policial, Coleman afirma que pasó una noche placentera con su familia antes de los asesinatos y niega que estuviera teniendo un romance, aunque Barlow afirmó que Coleman envió mensajes a Lintz desde la sala de interrogatorios.
- Joyce Meyer, telepredicadora evangélica de San Luis, Misuri, contó a los jurados mediante un testimonio grabado que Coleman no habría sido despedido si se hubiera divorciado de su mujer, pero podría haber afrontado medidas disciplinarias, incluyendo el fin de su contrato, en caso de adulterio.[7]
- Karla Heine, detective de la Policía de Columbia, testificó que ella descubrió un recibo de una tienda de San Luis, firmado por Christopher Coleman, de la compra de una pintura en spray roja de RustOleum brand, el mismo tipo que la usada para escribir el grafiti encontrado en el interior de la casa de los Coleman el día de los asesinatos.[8]

Chris Coleman fue declarado culpable el 5 de mayo de 2011. Fue sentenciado a cadena perpetua sin posibilidad de libertad condicional, encarcelado en Pontiac Correctional Center y trasladado después de Illinois a Wisconsin por razones de seguridad.

## Hechos posteriores
Brad Coleman, hermano menor de Chris y guardia en una prisión, aseguró que su salud mental se ha visto afectada tras la condena de su hermano y solicitó en 2014 una declaración de incapacidad.
Coleman presentó un recurso, pero un tribunal de apelación ratificó en 2015 la sentencia de cadena perpetua para el antiguo guardaespaldas de Joyce Meyer.
Coleman siguió declarándose inocente en la primera entrevista que concedió en prisión. Admitió su relación con Tara Lintz, afirmó que en una ciudad pequeña esto pudo haberle perjudicado y haber influido en la decisión del jurado. También siguió manteniendo que su familia se convirtió en objetivo debido a su relación profesional con los ministerios de Joyce Meyer.

## Víctimas
Chris Coleman, condenado por tres asesinatos cometidos en el mismo lugar y en el mismo día, es un asesino múltiple, categoría en la que se incluye a los familicidas, sujetos que matan a varios miembros de su familia, en este caso las víctimas fueron su mujer y sus dos hijos:
- Sherri Coleman, de 31 años, esposa de Chris.
- Garett Coleman, de 11 años, hijo mayor de Chris y Sherri.
- Gavin Coleman, de 9 años, hijo menor de Chris y Sherri.

## Coleman en los medios
En 2012, Chris Coleman fue entrevistado en prisión para el programa 48 Hours; negó haber cometido los crímenes y se le preguntó si sabía quien asesinó a su familia, respondió que no lo sabía, y que perdonaría al responsable.
El caso de la familia Coleman aparece en "Hate Mail", episodio 11 de la segunda temporada de la serie de Investigation Discovery Web of Lies (titulada Crímenes en la red en España), estrenado el 25 de marzo de 2015. Narrado por Nathan Wiley, Michael Pez interpreta a Chris Coleman en la reconstrucción del caso.